# Epichloë festucae
Epichloe festucae ist ein endophytischer Pilz aus der Gruppe der Familie der (Mutterkornpilzverwandten). Er lebt in symbiotischer Gemeinschaft in und auf Süßgräsern der Gattungen Schwingel (Festuca), Lolche (Lolium) und Schillergräser (Koeleria).

## Merkmale
Epichloë festucae ist ein endophytischer Pilz, der in den Interzellularräumen der Blätter und Stängel der Wirtspflanzen lebt. Eine Besiedlung der Wirtspflanzen mit Epichloë festucae wird am Halm durch ein weißliches Stroma, auf dem sich gelblichen Perithecien bilden, erkennbar. Von anderen Arten der Gattung Epichloë unterscheidet sich Epichloë festucae durch relativ große Ascosporen (250 – 390 µm × 1,6 – 2,0 µm), die bei Fruchtreife in der Mitte zerfallen. Als Übertragungsmechanismen spielen die horizontale Übertragung über Ascosporen und die vertikale Übertragung über die Wirtspflanze gleichermaßen eine Rolle.
Im Rahmen einer Symbiose versorgt die Wirtspflanze den Pilz mit Nährstoffen. Der Pilz schützt im Gegenzug die Wirtspflanze mit der Produktion von Alkaloiden vor Fraßfeinden. Zu den von Epichloë festucae produzierten Alkaloiden zählen Mutterkornalkaloide, insbesondere Ergovalin, Lolitreme, Lolinalkaloide und Peramin. Lolinalkaloide und Peramin besitzen eine insektizidische Wirkung. Die Mutterkornalkaloide besitzen vielfältige Wirkungen auf die Körperfunktionen von Wirbeltieren und stellen mit den neurotoxischen Lolitremen einen Schutz vor Pflanzenfressern dar. Darüber hinaus verfügen Pilz und Wirtspflanze über eine gut abgestimmte interzellulare Kommunikation, von der beide Partner profitieren.

## Vorkommen
Wie alle Vertreter der Gattung Epichloë ist das native Vorkommen von Epichloë festucae auf die gemäßigten Zonen der Nordhalbkugel beschränkt. Das natürliche Verbreitungsgebiet von Epichloë festucae ist Eurasien.

## Bedeutung
Die Besiedlung von Weidegräsern mit Epichloë festucae und verwandten Pilzen und deren Konsum durch Weidevieh ist die Ursache für die Weideviehkrankheit Fescue toxicosis. Die Symptome dieser Krankheit werden auf die von Epichloë- und Neotyphodium-Arten produzierten Mutterkornalkaloide zurückgeführt.
Entwicklungsgeschichtlich ist Epichloë festucae für die anamorphe Gattung Neotyphodium von Bedeutung. Verschiedene Vertreter dieser Gattung sind durch Hybridisierung aus Epichloë festucae mit anderen Epichloë-Arten hervorgegangen.